# John Foxx/Diskografie
Diese Diskografie ist eine Übersicht über die musikalischen Werke des britischen Musikers John Foxx. Seit 1977 veröffentlichte er 41 Studioalben, zwölf Kompilationen, fünf Livealben, elf Singles sowie fünf Videoalben. Zudem war er zu Beginn seiner Karriere in der Gruppe Ultravox! aktiv.

## Alben

### Gesamtliste
| Jahr | Künstler                       | Album                                         | Art des Albums      | Musiklabel        | Genre                           |
| ---- | ------------------------------ | --------------------------------------------- | ------------------- | ----------------- | ------------------------------- |
| 1977 | Ultravox!                      | Ultravox!                                     | Album               | Island            | Glamrock, Post-Punk             |
| 1977 | Ultravox!                      | Ha! Ha! Ha!                                   | Album               | Island            | Post-Punk, Punk                 |
| 1978 | Ultravox                       | Systems of Romance                            | Album               | Island            | Elektropop                      |
| 1980 | John Foxx                      | Metamatic                                     | Album               | Metal Beat        | Elektropop                      |
| 1980 | Ultravox                       | Three Into One                                | Kompilation         | Island            | Post-Punk, Punk                 |
| 1981 | John Foxx                      | The Garden                                    | Album               | Metal Beat        | Synthie Pop                     |
| 1983 | John Foxx                      | The Golden Section                            | Album               | Metal Beat        | Synthie Pop                     |
| 1985 | John Foxx                      | In Mysterious Ways                            | Album               | Metal Beat        | Synthie Pop                     |
| 1987 | Ultravox                       | The Peel Sessions                             | Kompilation         | Strange Fruit     | Post-Punk                       |
| 1992 | John Foxx                      | Assembly                                      | Kompilation         | Virgin            | Elektropop                      |
| 1993 | Ultravox                       | Slow Motion                                   | Kompilation         | Karussell         | Post-Punk                       |
| 1997 | John Foxx                      | Cathedral Oceans                              | Album               | Metamatic         | Ambient                         |
| 1997 | John Foxx & Louis Gordon       | Shifting City                                 | Album               | Metamatic         | Elektropop                      |
| 1997 | John Foxx & Louis Gordon       | Subterranean Omnidelic Exotour                | EP                  | Metamatic         | Elektropop                      |
| 1998 | John Foxx & Louis Gordon       | Subterranean Omnidelic Exotour                | Album               | Metamatic         | Elektropop                      |
| 1999 | Ultravox!                      | The Island Years                              | Kompilation         | Karussell         | Post-Punk                       |
| 2001 | John Foxx                      | Modern Art                                    | Kompilation         | Demon             | Elektropop                      |
| 2001 | John Foxx & Louis Gordon       | The Pleasures of Electricity                  | Album               | Metamatic         | Elektropop                      |
| 2003 | John Foxx                      | Cathedral Oceans II                           | Album               | Edsel (Demon)     | Ambient                         |
| 2003 | John Foxx & Louis Gordon       | Crash and Burn                                | Album               | Metamatic         | Elektropop                      |
| 2003 | John Foxx & Louis Gordon       | The Drive EP                                  | EP                  | Metamatic         | Elektropop                      |
| 2003 | John Foxx & Louis Gordon       | The Golden Section Tour/The Omnidelic Exotour | Live-Doppelalbum    | Demon             | Elektropop                      |
| 2003 | John Foxx & Harold Budd        | Translucence/Drift Music                      | Doppelalbum         | Edsel             | Ambient                         |
| 2005 | John Foxx                      | Cathedral Oceans III                          | Album               | Metamatic         | Ambient                         |
| 2005 | Nation XII                     | Electrofear                                   | Album               | Fulfill           | Acid House, Elektropop          |
| 2006 | John Foxx                      | Tiny Colour Movies                            | Album               | Metamatic         | Ambient                         |
| 2006 | John Foxx                      | The Hidden Man                                | Doppelalbum         | Metamatic         | Interviews, Spoken Word         |
| 2006 | John Foxx & Louis Gordon       | Live From A Room (As Big As A City)           | Kompilation         | Metamatic         | Elektropop                      |
| 2006 | John Foxx & Louis Gordon       | From Trash                                    | Album               | Metamatic         | Elektropop                      |
| 2006 | John Foxx & Louis Gordon       | Sideways                                      | Doppelalbum         | Metamatic         | Elektropop, Interviews          |
| 2007 | John Foxx                      | Metal Beat                                    | Doppelalbum         | Metamatic         | Interviews                      |
| 2007 | John Foxx & Louis Gordon       | Retro Future                                  | Livealbum           | Metamatic         | Elektropop                      |
| 2008 | John Foxx                      | A New Kind Of Man                             | Livealbum           | Metamatic         | Elektropop                      |
| 2008 | John Foxx & Louis Gordon       | Impossible                                    | Album               | Metamatic         | Elektropop                      |
| 2008 | John Foxx & Louis Gordon       | Neuro Video                                   | Livealbum           | Metamatic         | Elektropop                      |
| 2008 | John Foxx                      | Glimmer                                       | 2CD-Kompilation     | Music Club Deluxe | Elektropop, Synthie Pop         |
| 2008 | John Foxx                      | Cinemascope                                   | 6CD/DVD-Kompilation | Metamatic         | Elektropop, Ambient, Acid House |
| 2009 | John Foxx                      | The Quiet Man                                 | Album               | Metamatic         | Spoken Word                     |
| 2009 | John Foxx                      | My Lost City                                  | Album               | Metamatic         | Ambient                         |
| 2009 | John Foxx                      | In The Glow                                   | Livealbum           | Edsel             | Synthie Pop                     |
| 2009 | D’Agostino/Foxx/Jansen         | A Secret Life                                 | Album               | Metamatic         | Ambient                         |
| 2009 | John Foxx & Robin Guthrie      | Mirrorball                                    | Album               | Metamatic         | Ambient                         |
| 2010 | John Foxx                      | D.N.A.                                        | Album + Video-DVD   | Metamatic         | Ambient                         |
| 2010 | John Foxx                      | The Complete Cathedral Oceans                 | 4CD/DVD-Kompilation | Edsel             | Ambient                         |
| 2010 | John Foxx                      | Metatronic                                    | 3CD/DVD-Kompilation | Edsel             | Elektropop                      |
| 2011 | John Foxx and the Maths        | Interplay                                     | Album               | Metamatic         | Elektropop                      |
| 2011 | John Foxx and the Maths        | The Shape of Things                           | Doppelalbum         | Metamatic         | Elektropop                      |
| 2011 | John Foxx & Theo Travis        | Torn Sunset                                   | Album               | Edsel             | Ambient                         |
| 2012 | John Foxx and the Maths        | Evidence                                      | Album               | Metamatic         | Elektropop                      |
| 2012 | John Foxx & Harold Budd        | Nighthawks                                    | Dreifach-Album      | Edsel             | Ambient                         |
| 2013 | John Foxx and the Maths        | Rhapsody                                      | Album               | Metamatic         | Elektropop                      |
| 2013 | John Foxx                      | Metadelic                                     | 3CD/DVD-Kompilation | Edsel             | Synthie Pop                     |
| 2013 | John Foxx & Jori Hulkkonen     | European Splendour                            | EP                  | Sugarcane         | Elektropop                      |
| 2013 | John Foxx & the Belbury Circle | Empty Avenues                                 | EP                  | Ghost Box         | Elektropop                      |
| 2014 | John Foxx                      | B-Movie (Ballardian Video Neuronica)          | Doppelalbum         | Metamatic         | Ambient                         |
| 2014 | John Foxx                      | The Virgin Years (1980–1985)                  | 5CD-Kompilation     | Metamatic         | Elektropop, Synthie Pop         |
| 2014 | John Foxx & Steve D’Agostino   | Evidence of Time Travel                       | Album               | Metamatic         | Elektropop                      |
| 2015 | John Foxx                      | London Overgrown                              | Album               | Metamatic         | Ambient                         |
| 2015 | Ghost Harmonic                 | Codex                                         | Album               | Metamatic         | Ambient                         |
| 2016 | John Foxx                      | 21st Century: A Man, A Woman And A City       | Kompilation         | Metamatic         | Elektropop                      |
| 2016 | John Foxx                      | The Complete Cathedral Oceans                 | Kompilation         | Metamatic         | Ambient                         |
| 2016 | Ultravox                       | The Island Years                              | 4-CD-Kompilation    | Island            | Post-Punk                       |
| 2017 | John Foxx and the Maths        | The Machine                                   | Album               | Metamatic         | Elektropop                      |
| 2020 | John Foxx and the Maths        | Howl                                          | Album               | Metamatic         | Elektropop                      |
| 2022 | John Foxx                      | The Marvellous Notebook                       | Album               | Metamatic         | Spoken Word                     |
| 2023 | John Foxx                      | Avenham                                       | Album               | Metamatic         | Ambient                         |
| 2023 | John Foxx                      | The Arcades Project                           | Album               | Metamatic         | Ambient                         |
| 2023 | John Foxx                      | Annexe                                        | Kompilation         | Metamatic         | Synthie Pop                     |
| 2025 | John Foxx                      | Wherever You Are                              | Album               | Metamatic         | Ambient                         |

## Chartplatzierungen

### Alben
| Jahr | Titel              | Höchstplatzierung, Gesamtwochen, AuszeichnungChartsChartplatzierungen (Jahr, Titel, Platzierungen, Wochen, Auszeichnungen, Anmerkungen) | Anmerkungen   |
| Jahr | Titel              | UK | Anmerkungen   |
| ---- | ------------------ | --- | ------------- |
| 1980 | Metamatic          | UK18 (7 Wo.)UK |               |
| 1981 | The Garden         | UK24 (6 Wo.)UK |               |
| 1983 | The Golden Section | UK27 (3 Wo.)UK |               |
| 1985 | In Mysterious Ways | UK85 (1 Wo.)UK |               |
| 2020 | Howl               | UK80 (1 Wo.)UK | mit The Maths |

## Singles

### Als Leadmusiker
| Jahr | Titel Album                        | Höchstplatzierung, Gesamtwochen, AuszeichnungChartsChartplatzierungen (Jahr, Titel, Album, Platzierungen, Wochen, Auszeichnungen, Anmerkungen) | Anmerkungen |
| Jahr | Titel Album                        | UK | Anmerkungen |
| ---- | ---------------------------------- | --- | ----------- |
| 1980 | Underpass Metamatic                | UK31 (8 Wo.)UK |             |
| 1980 | No-One Driving Metamatic           | UK32 (4 Wo.)UK |             |
| 1980 | Burning Car –                      | UK35 (7 Wo.)UK |             |
| 1980 | Miles Away –                       | UK51 (3 Wo.)UK |             |
| 1981 | Europe (After the Rain) The Garden | UK40 (5 Wo.)UK |             |
| 1983 | Endlessly The Golden Section       | UK66 (3 Wo.)UK |             |
| 1983 | Your Dress The Golden Section      | UK61 (1 Wo.)UK |             |

Weitere Singles
- 1981: Dancing Like a Gun (7’’)
- 1983: Like a Miracle (7’’)
- 1985: Stars on Fire (7’’)
- 1985: Enter the Angel (7’’)

### Mit Tiger Lily
- 1974: Ain’t Misbehavin/Monkey Jive (7’’)

### Mit Ultravox
- 1977: Dangerous Rhythm/My Sex (7’’)
- 1977: Young Savage/Slipaway (7’’)
- 1977: ROckwrok/Hiroshima Mon Amour (7’’)
- 1978: Slow Motion/Dislocation (7’’)
- 1978: Quiet Men/Cross Fade (12’’ und 7’’)
- 1988: The Peel Sessions (12’’, aufgenommen für die John Peel Show, BBC Radio 1, 21. November 1977)

### Mit Nation 12
- 1990: Remember (12’’)
- 1991: Electrofear (12’’)

## Videoalben
- 1989: John Foxx: John Foxx (VHS, Virgin)
- 1996: John Foxx: Cathedral Oceans (DVD, Metamatic)
- 1998: John Foxx: Exotour 1998 (VHS, Middlesbrough Arena 21. April 1998, Survival Records)
- 2013: John Foxx and The Maths: Analogue Circuit (DVD, Live Short Circuit Festival, Roundhouse, London, 2010, Metamatic)

## Statistik

### Chartauswertung
|                     | UK    |
| ------------------- | ----- |
| Nummer-eins-Alben   | UK—UK |
| Top-10-Alben        | UK—UK |
| Alben in den Charts | UK5UK |

|                       | UK    |
| --------------------- | ----- |
| Nummer-eins-Singles   | UK—UK |
| Top-10-Singles        | UK—UK |
| Singles in den Charts | UK7UK |